# Marele singuratic (roman)
Marele singuratic este un roman  al scriitorului Marin Preda. A apărut la Editura Cartea Românească în 1972.

## Prezentare
Un rol important în compoziția romanului Marele singuratic îl are povestea de dragoste dintre Niculae si Simina, una dintre cele mai reușite din opera lui Marin Preda prin ineditul si dramatismul ei. Ideea prezenta si aici este ca, într-o istorie cu legi crâncene, doar iubirea mai poate salva ființa umana și că doar ea îi mai dă forța de a se regăsi pe sine. Pe de alta parte, aceasta poveste de dragoste este una atipica printre celelalte istorii amoroase inventate de scriitor, poate si prin interstitiul în care este plasată. Preda excelează mai ales în surprinderea infernului afectiv, în analiza degradării relațiilor de cuplu, în sondarea acelor zone obscure ale raporturilor amoroase, în care explodează tensiunile și răstălmăcirile.

## Ecranizări
Romanul a fost ecranizat în 1977 sub regia lui Iulian Mihu, cu George Motoi ca inginerul horticultor Nicolae Moromete, Florența Manea ca pictorița Simina Golea, Gheorghe Dinică ca prim-secretarul Comitetului Regional de Partid și Toma Caragiu ca inginer agronom.